# Май, Поль
Поль Май (люкс. Paul May) — люксембургский футболист, полузащитник.

## Женесс
С 1957 по 1967 года выступал за ФК «Женесс», в составе которого провёл на поле 257 игр и поразил ворота соперника 57 раз. С этой командой, он играл в Кубке европейских чемпионов.

## Сборная
Дебютировал в составе сборной 11 ноября 1958 года в товарищеском матче против второй Бельгии Последнюю игру провёл 17 февраля 1965 года против второй ГДР. Также, принимал участие в отборе к Чемпионату Европы 1964. За сборную сыграл 24 матча и забил 4 мяча.

## Достижения
- Чемпион Люксембурга: 1958 , 1959 , 1960 , 1963 , 1967